# Arisinadahalli, Turuvekere
Arisinadahalli là một làng thuộc tehsil Turuvekere, huyện Tumkur, bang Karnataka, Ấn Độ.